# Chip Douglas
Chip Douglas (* jako Douglas Farthing Hatlelid; 27. srpna 1942) je americký baskytarista, kytarista, klávesista, hudební skladatel, producent a manažer. Byl členem skupiny The Turtles, kde ho v roce 1967 nahradil Jim Pons. Později dělal manažera skupině The Monkees.